# Петрило (Беневенто)
Петрило је насеље у Италији у округу Беневенто, региону Кампанија.
Према процени из 2011. у насељу је живело 9 становника. Насеље се налази на надморској висини од 458 м.